# Прудищі (Перемишльський район)
Прудищі (рос. Прудищи) — присілок в Перемишльському районі Калузької області Російської Федерації.
Населення становить 11 осіб. Входить до складу муніципального утворення Присілок Горки.

## Історія
Від 2004 року входить до складу муніципального утворення Присілок Горки

## Населення
| 1995 | 2002 | 2010 |
| ---- | ---- | ---- |
| 12   | ↘11  | →11  |